# جوفردان (فنان)
جوفردهان أو جوفردان (1595–1640) كان رسامًا هنديًا من العصر المغولي من المدرسة المغولية للرسم. كان والده بهافاني داس رسامًا صغيرًا في ورشة العمل الإمبراطورية. مثل بعض الرسامين المغول الآخرين، كانوا هندوسًا. انضم إلى الخدمة الإمبراطورية في عهد أكبر واستمر في عمله حتى عهد شاه جهان. وتشير الأمثلة الباقية من أعماله إلى أنه كان مولعًا بالألوان الغنية والحسية والأشكال المصممة بشكل ناعم.
كان جوفاردهان أحد رسامي بابر نامه الموجودة حاليًا في المتحف البريطاني بلندن. تُعد لوحة جهانجير الذي يحتفل بمهرجان آب باشي (1615)، المحفوظ حاليًا في مكتبة رضا في رامبور بالهند، أحد إبداعاته المهمة. وتوجد صوره الموجودة في ألبومات جهانجير حاليًا في مجموعات العديد من المتاحف الأمريكية والأوروبية. لقد صور الهياكل الجسدية البشرية المختلفة للهنود بدقة كبيرة. وقد أعد له أحد الرسامين المعاصرين له، دولت، صورة ممتازة.

## معرض الصور

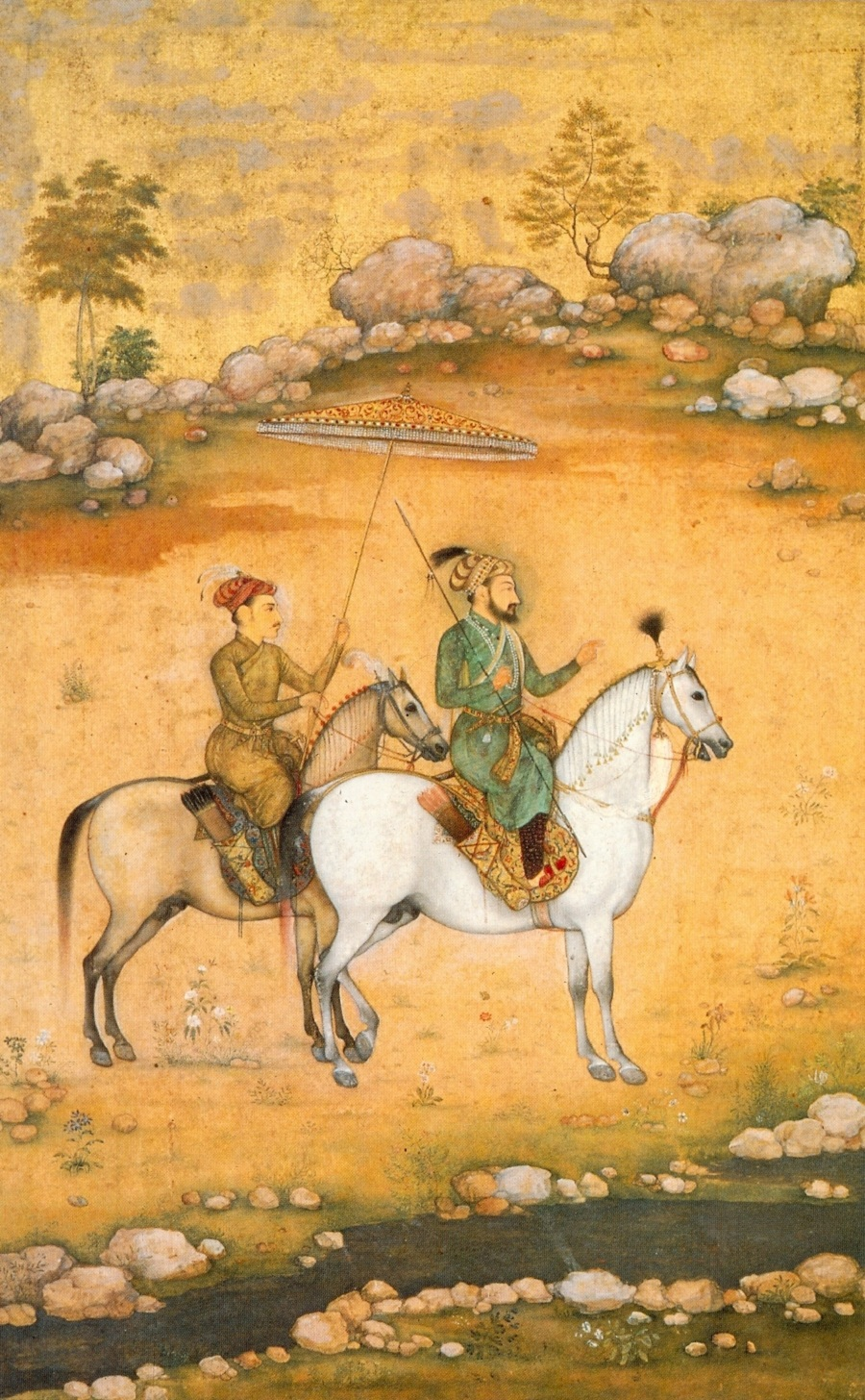
جوفاردان. شاه جاهان ودارا شيكوه ق. 1638 . متحف فيكتوريا وألبرت.
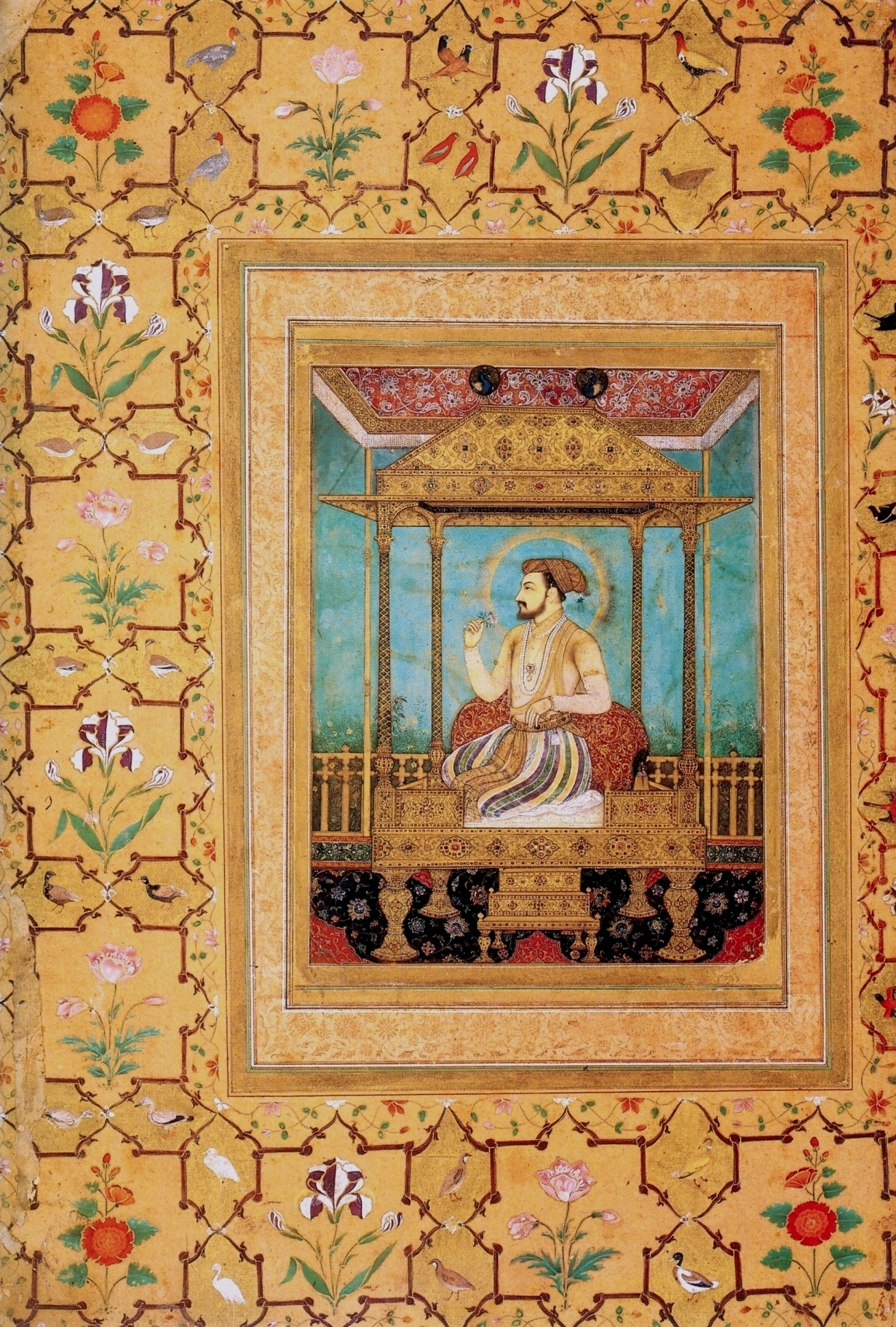
شاه جهان على عرش الطاووس، ق. 1635 متحف الفن الإسلامي، الدوحة
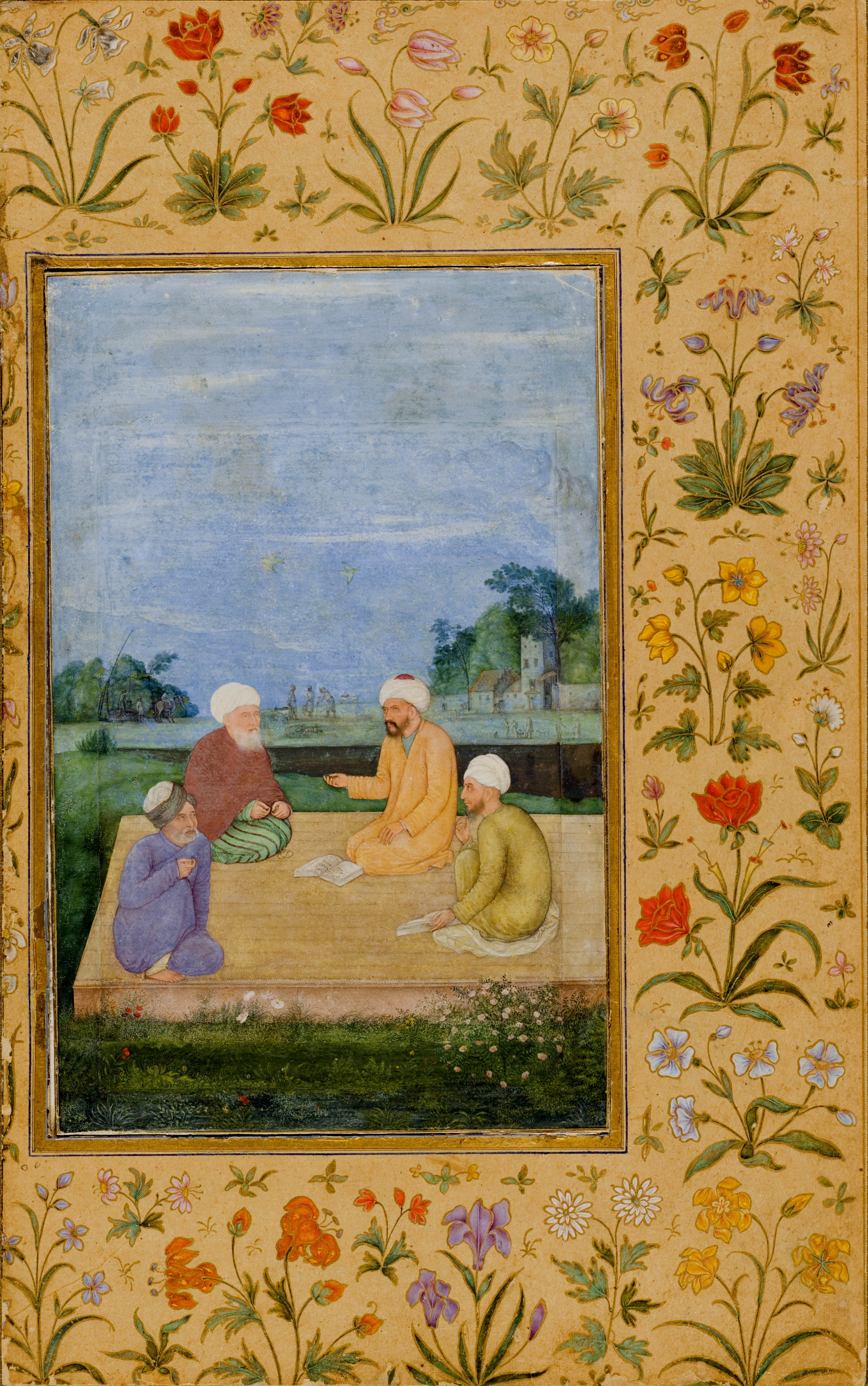
جوفاردهان. حوار بين حكماء المسلمين ق. 1630 متحف مقاطعة لوس أنجلوس للفنون.
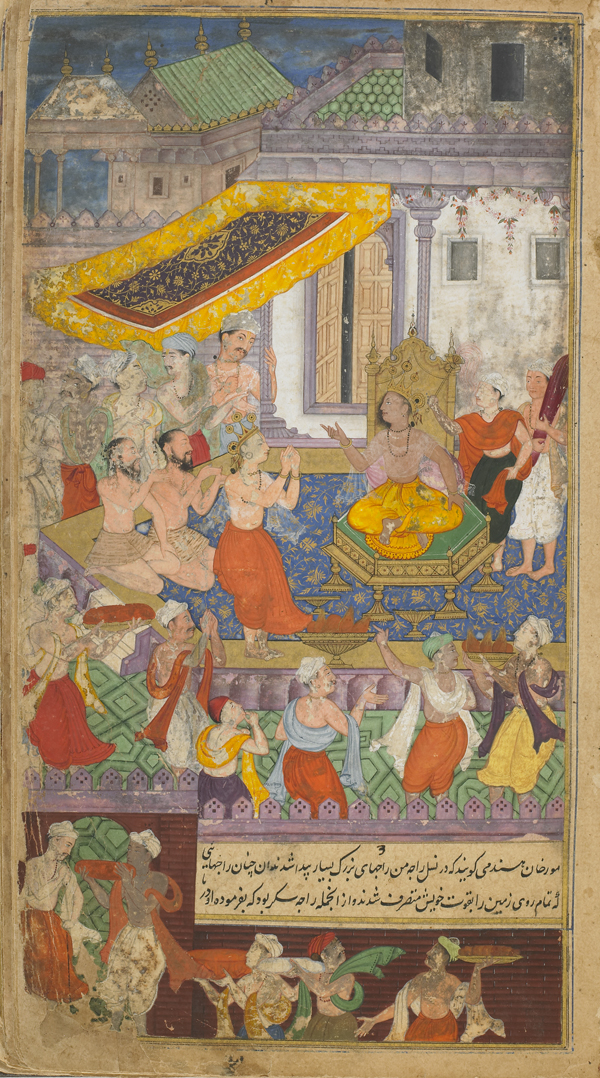
ورقة من رامايانا فالميكي (رامايانا الأكثر حرية)، 1597-1605
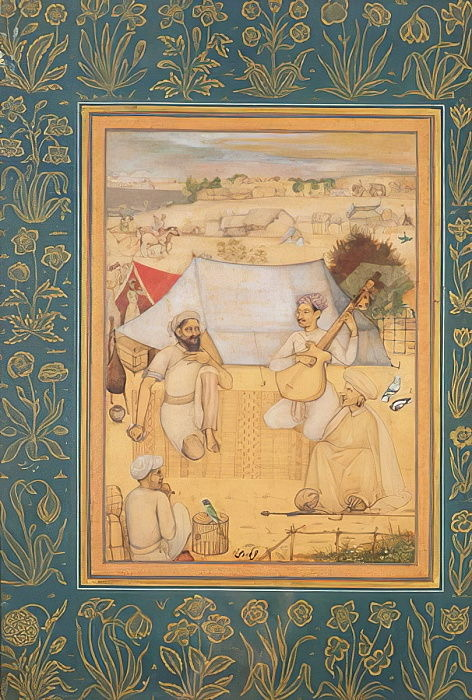
١٦٣٠. موسيقي ومغني يركعان على حافة معسكر مغولي. يستمع إليهما يوغي وخادم. من ألبوم مينتو. الآلة في ربابة سيني [الإنجليزية] .
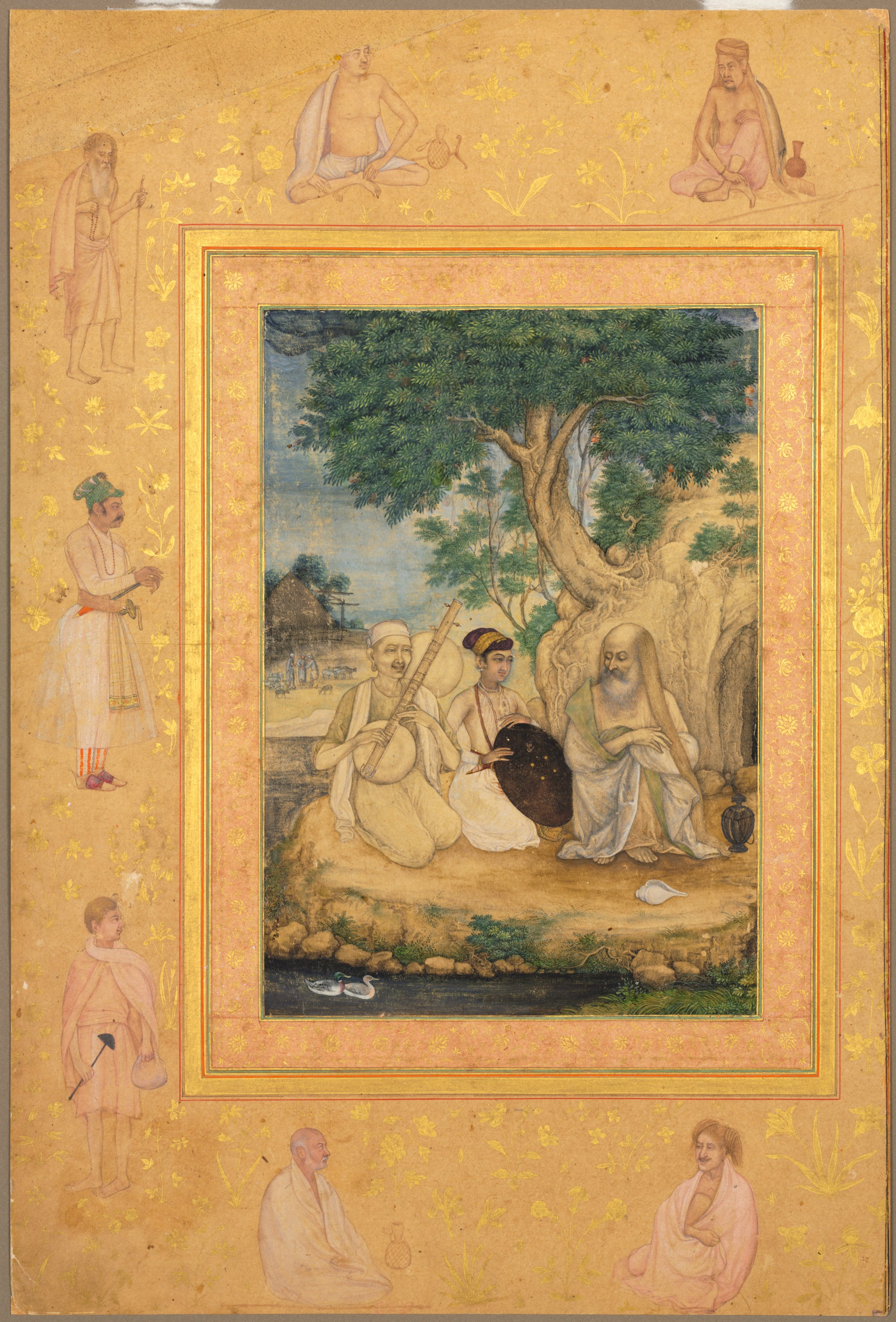
صفحة من ألبوم الراحل شاه جهان - الأمير والزاهدون حوالي عام 1630. الآلات الموسيقية هي الفييِنا [الإنجليزية] و(ربما) الداف .
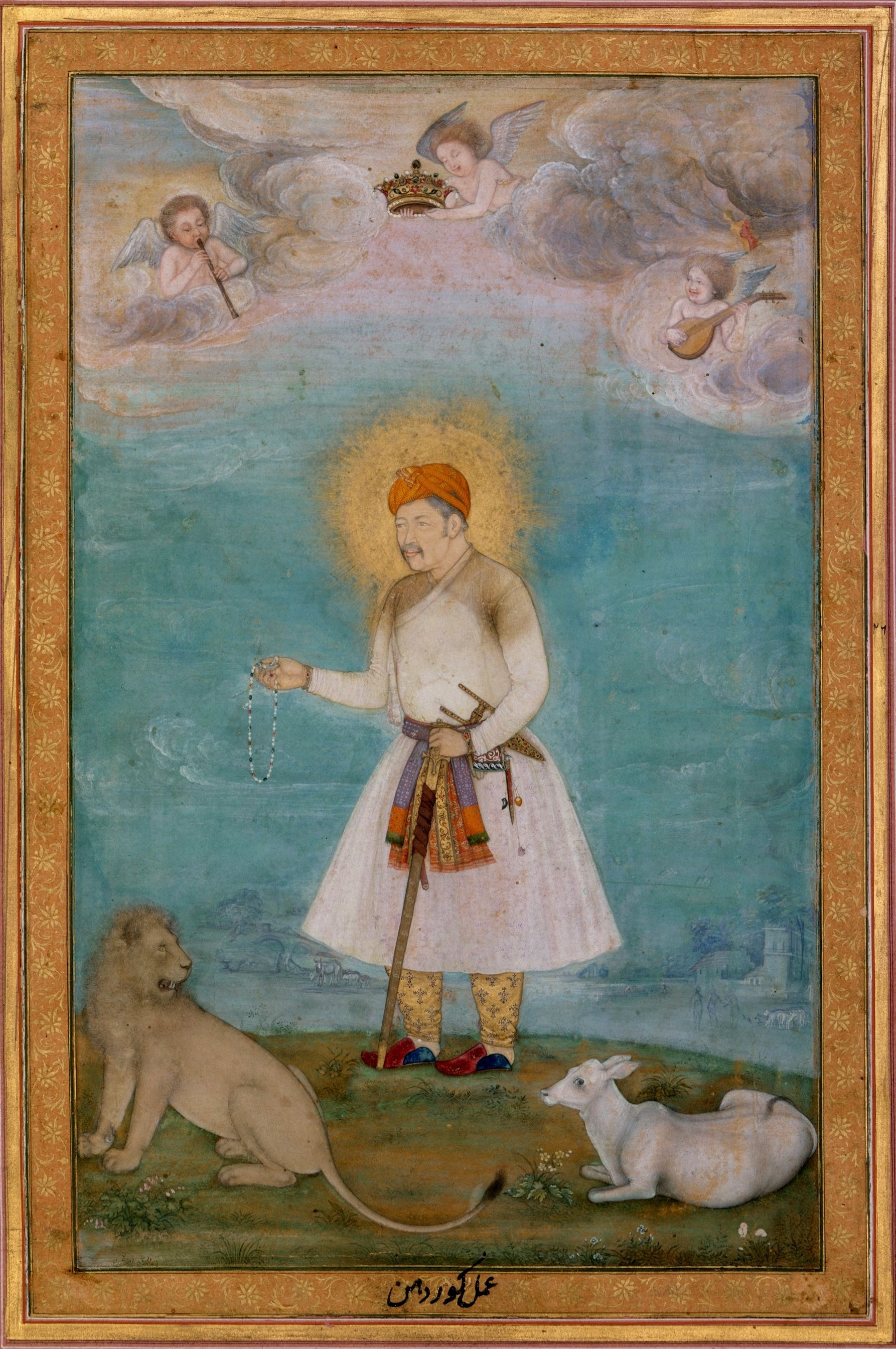
أكبر مع الأسد والعجل – بقلم جوفاردهان ( ق. 1630 )، في متحف متروبوليتان للفنون .
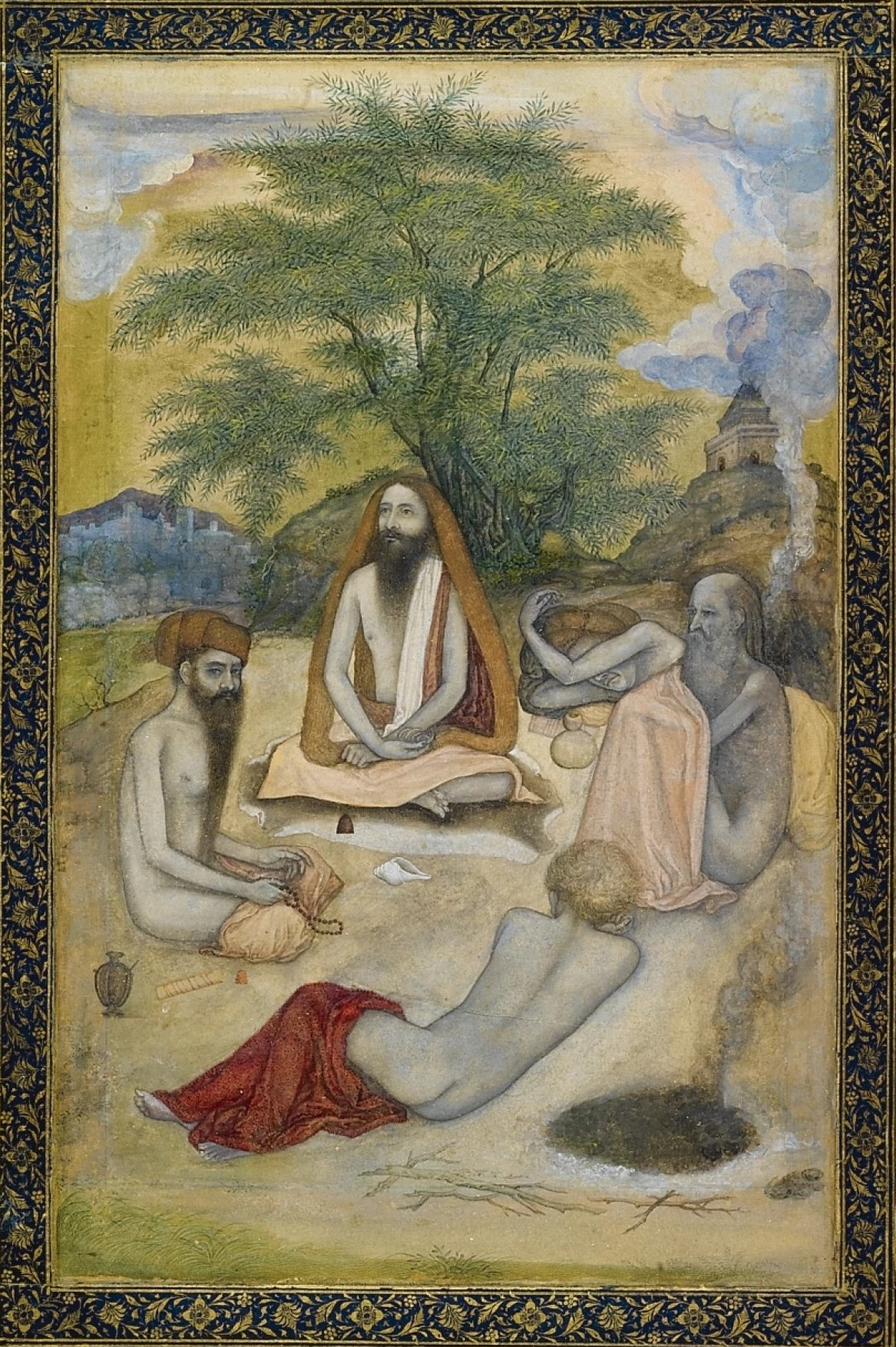
خمسة رجال مقدسين، ورقة من ألبوم سانت بطرسبرغ. ق. 1625 . مجموعة خاصة.